# ČSD-Baureihe M 221.301 und 302
Die ČSD-Baureihe M 221.3 war ein vierachsiger Dieseltriebwagen für den Regionalverkehr der einstigen Tschechoslowakischen Staatsbahn (ČSD). Die Fahrzeuge entstanden als Ableitung von der Reihe M 221.1, deren Weiterentwicklung nach einer Testfahrt im Raum Rumburk beschlossen war. Auch sie gelten als eine Konstruktion der sogenannten schweren Bauart. Es waren die ersten Motorwagen der ČSD mit Dieselmotor.

## Geschichte
Bei Královopolská in Brno wurden 1931  diese zwei 4-achsigen Triebwagen mit zwei Motoren gefertigt. Sie folgten noch dem Grundriss 4-achsiger Schnellzugwagen mit eingezogenen Türen und eingeengter Spitze. Auf dem Dach war der Kühler des Motors angeordnet.
Da es zu der beabsichtigten Lieferung nach Rumburk nicht kam, wurden sie zur Abnahme und späterem Einsatz an das Heizhaus Hradec Králové übergeben. Als Unterhaltungswerk wurde Nymburk angegeben.

## Technische Merkmale
Beim Bau des Motorwagens M 221.3 wurden dieselben Elemente wie bei dem Vorgängermodell benutzt (Wagenkasten, Fahrwerk, Leistungsübertragung). Nur das Modell des Verbrennungsmotors änderte sich in einen 8-Zylinder-Viertakt-Dieselmotor mit einer gesteigerten Leistung von 120 PS.
Auch die elektrische Leistungsübertragung entsprach wie schon bei der Baureihe M 221.1 dem System BBC, und war in der jeweils inneren Achse des Drehgestells als Tatzlagerfahrmotor realisiert. Das Prinzip dieser Antriebsanlage wurde danach bei allen Triebwagen von Královopolská weiterverwendet.

## Einsatz

Prinzip der Leistungsübertragung nach dem System BBC

Die Triebwagen waren ab Januar 1932 im Heizhaus Hradec Králové stationiert und versahen auf den Nebenbahnen des tschechischen Riesengebirges ihren Dienst. Auch über diese beiden Fahrzeuge lassen sich, obwohl die Motoranlage überarbeitet wurde, keine längerdauenden Einsatzzeiten nachweisen. Vielmehr kam es auch bei ihnen zu öfteren Ausfällen und dadurch Abschleppen der Wagen durch Dampflokomotiven.
1937 waren sie in Meziměstí stationiert und versahen auf den angrenzenden Linien ihren Dienst. 1938 waren sie für die Übergabe an die DRG vorgesehen, diese wurde aber verweigert. Ab 1939 standen sie in Pardubice und konnten wegen technischer Mängel nicht eingesetzt werden. Im Gegensatz zu den Triebwagen mit Benzinmotor war bei ihnen auch der Kraftstoff kontingentiert, und so standen sie bis 1945 in Pardubice abgestellt.
Schon 1944 sollten sie zu Beiwagen umgebaut werden. Dazu kam es erst 1945, als sie in Nymburk ausgemustert und umgebaut wurden. In der Literatur wurde eingeschätzt, dass auch sie keine befriedigenden Einsatzergebnisse brachten. Das war aber bei den Motorwagen der I. Generation überall der Fall. Trotzdem waren sie aber ein wichtiger Meilenstein bei der Entwicklung von Dieseltriebwagen bis zu den Blauen Pfeilen.